# Lauterbrunnental
Lauterbrunnental er en dal i kantonen Bern i Schweiz. Dalen ligger syd for Interlaken og rummer de mindre byer Lauterbrunnen, Wengen, Mürren, Gimmelwald, Isenfluh og Stechelberg. Alle de små byer hører administrativt sammen og med Lauterbrunnen som hovedby.
Ordet Lauterbrunnen har sin oprindelse i den klare (lauteren) kilde eller brønd (brunnen). Så tidligt som i det 13. århundrede blev dalen omtalt som Claro Fonte og i det 14. århundrede bliver ordet Lauterbrunnen for første gang brugt.

## Geografi
Gennem dalen løber floden Weissen Lütschine. De mange vandfald har givet dalen sit tilnavn, Dalen med de 72 vandfald. Fra Stechelberg (919 m.o.h.) til toppen af Jungfrau (4.158 m.o.h.) er der en højdeforskel på 3.239 meter på en horisontal distance på kun 4.630 meter. Den bageste del af dalen er et naturbeskyttelsesområde og er en del af det store område Jungfrau-Aletsch-Bietschhorn, som er optaget på UNESCOs Verdensarvsliste.
Den U-formede dal er skabt af gletsjere og rummer en mængde turistattraktioner: Foruden de allerede nævnte byer er det steder som Schilthorn, Piz Gloria, Staubbachfall, Trümmelbachfaldene, Jungfraujoch samt Kleine Scheidegg for foden af de kæmpestore bjergmassiver Eiger, Mönch og Jungfrau.
I dalens nordlige ende (ud mod Interlaken) er der en stor sidedal mod øst, der ender i det område, som kaldes Grindelwald. Der hvor denne sidedal støder op imod Lauterbrunnental ligger Zweilütschinen, som har fået sit navn efter de to flodarme af Lütschine, Weissen og Schwarzen Lütschine, der her løber sammen.

## Billedgalleri
- Lauterbrunnental set fra Wengen (med Staubbachfall)
- Dalen ved Lauterbrunnen set mod nord
- Det indre af Lauterbrunnental
- Lauterbrunnental set fra Talboden
- Lauterbrunnental set fra Männlichen
- Lauterbrunnental ved Stechelberg
- Ved Zweilütschinen løber de to grene af Lütschine sammen